# تقويم بداية روما

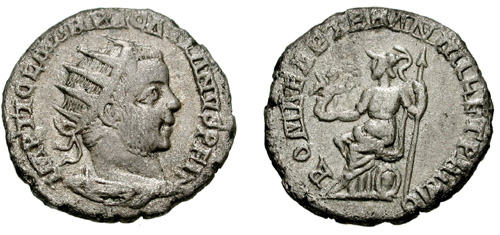
الأمبراطور المنقلب على حكم عرش روما باكاتيانوس عندما صك العملة المؤرخة بالألفية الأولى من تأسيس روما

آب أوربي كونديتا (باللاتينية: Ab Urbe condita) هي عبارة لاتينية تعني «منذ تأسيس المدينة» أي (منذ تأسيس روما)، وتعود تاريخيا لعام 753 قبل الميلاد. حيث إن نظام (AUC) هو نظام ترقيم السنة التي يستخدمها بعض المؤرخين الرومانيين القدماء لتحديد السنوات الرومانية المعينة، حيث يضيف محررو عصر النهضة نظام (AUC) في بعض الأحيان إلى المخطوطات الرومانية التي نشروها، مما يعطي انطباعا خاطئا بأن الرومان عادة لم يلغوا سنواتهم باستخدام هذا النظام.
تعد الطريقة التي كانت مهيمنة في تحديد الرومانيات في العصر الروماني هي أسماء القناصل الذين شغلوا المنصب في تلك الأعوام. كما تم استخدم العام الإمبراطوري للإمبراطور لتحديد السنوات، وخاصة في الإمبراطورية البيزنطية بعد 537 عاماً عندما طلب جستينيان الأول استخدامه.

## الدلالة التاريخية
يعد التاريخ التقليدي لتأسيس روما في 21 أبريل 753 قبل الميلاد، حيث بدأ تأسيسه من قبل العا الم ماركوس تيرينتيوس فارو الذي عاش في القرن الأول قبل الميلاد. ربما استخدم القائمة القنصلية بأخطائها، وقام بتسمية سنة القناصل الأولى بـ«245 من بداية روما»، حيث قبل الفاصل الزمني 244 من المؤرخ اليوناني ديونيسيوس للملوك بعد تأسيس روما، وحتى الآن لم يتم تأكيد صحة الحسابات التي استخدمها فارو ولكن لا يزال يستخدم هذا الحساب في جميع أنحاء العالم.
منذ حكم الإمبراطور كلوديوس ما بين 41 حتى 54 فصاعدا، حلت حسابات فارو محل الحسابات المعاصرة الأخرى. وأصبح الاحتفال بالذكرى السنوية للمدينة جزءاً من الدعاية الإمبراطورية، وكان كلوديوس أول من أقام احتفالات رائعة تكريماً لذكرى المدينة وذلك في 48 ميلادية (أي بعد 800 سنة من تأسيس المدينة)، وقد احتفل هادريان وأنطونيوس بيوس احتفالات مماثلة فيما بعد في 121 م و147/148 م على التوالي.
في عام 248 ميلادية، احتفل فيليب العربي بالألفية الأولى في روما في اليوم الموافق لعيد لودي سيكولاريس لرعاية روما العاشرة المزعومة. وقد تم صك العملات المعدنية من ذلك العهد للاحتفال بالذكرى. وتم صك عملة أخرى من قبل منافسه للعرش الامبراطوري باكاتيانوس، والتي نصت صراحة «الألف سنة الأولى»، وقد دل هذا على أن مواطني الإمبراطورية كان لديهم شعور بداية عهد جديد.
بعدما تحولت الإمبراطورية الرومانية للديانة المسيحية خلال القرن التالي، استُخدمت هذه الصور بمعنى أكثر ميتافيزيقيا، وأزيلت العوائق القانونية والتي تحول من خلالها دون تطوير إلى نظام أنو دوميني (بعد الميلاد) الذي يعود تاريخه إلى الاستخدام خلال عهد شارلمان.

## العلاقة مع تاريخ أنو دوميني
لقد تم تطوير الترقيم العام أنو دوميني (أد) من قبل راهب يدعى ديونيسيوس إكسيغوس في روما في غصون عام 525، نتيجة لعمله على حساب تاريخ عيد الفصح، حيث إن في جدول عيد الفصح عام 532 م كان مساويا مع العام 248 من الإمبراطور ديوكليتيان. كان الجدول يحسب السنوات التي تبدأ من ميلاد المسيح المفترضة، بدلا من انضمام الإمبراطور دقلديانوس في 20 نوفمبر 284، ويستعرض بلاكبيرن وهولفورد ستريفنز تفسيرات ديونيسيوس التي تضع التجسد في السنة الثانية قبل الميلاد، أو الأولى قبل الميلاد، أو 1 ميلادي. وقد تم حسابها لاحقا من خلال (السجل التاريخي لخلافة القناصل الرومانيين) حيث إن السنة الأولى ميلادية تتوافق مع العام الروماني 754 حسب تقدير الجامعة الأمريكية، على أساس حسابات فارو.